# Червеномуцунеста водна змия
Червеномуцунестата водна змия (Rhabdophis subminiatus) е вид змия от семейство Смокообразни (Colubridae).

## Разпространение
Видът е разпространен в Бангладеш, Бруней, Бутан, Виетнам, Индия, Индонезия (Калимантан, Суматра и Ява), Камбоджа, Китай, Лаос, Малайзия, Мианмар, Непал и Тайланд.